# Эстетика Ибн Сины
Эстетика Ибн Сины — это комплекс философских взглядов Абу Али Ибн Сины, зафиксированных в его трудах «О любви», «Книга исцеления», «Книга спасения», «Книга знания», «Канон врачебной науки».
Ибн Сина был одним из ближневосточных комментаторов и переводчиков Платона, Аристотеля и неоплатоников. Именно поэтому его философско-эстетические взгляды представляют собой заимствованные и переработанные идеи философов Древней Греции. Большая часть его трудов позднее была переведена на латынь, что способствовало появлению в Европе ряда новых наук.

## Трактат «О любви»
В трактате «О любви» ключевой является проблема прекрасного, в трактовке которого можно проследить влияние Платона. Ибн Сина представляет две степени прекрасного: «высшее» и «низшее». «Высшее» прекрасное — Первопричина, Бог, Идея. Оно является образцом для земных предметов, природы, человека, которые представляют собой «низшее» прекрасное. В отличие от Платона, Ибн Сина не думает, что красота земного является всего лишь отблеском и тенью «высшего» прекрасного. Для него материя несомненно обладает собственной красотой, хоть наивысшая красота и отводится Первопричине.
Прекрасное в человеке взаимосвязано с любовью. В эстетической концепции Ибн Сины любовь мыслится как внутренняя цель всех живых существ, которая есть в каждом индивиде. «Бытие каждого предмета, управляемого высшим принципом, определяется врожденной любовью». Так как человек обладает разумом, стремится к совершенствованию и способен созерцать умопостигаемые предметы, он является лучшим и прекрасным видом в дольнем мире.

## Эстетика музыки
Музыка у Ибн Сины представляет такой же объект любви, как и человек. Она обладает прекрасными качествами: гармоничностью и соразмерностью. «Как разум, так и животная душа… всегда любят то, что стройно, гармонично и соразмерно как, например, гармоничные звуки». Он определяет музыку как науку, устанавливающую правила для построения музыкальной композиции и изучающую звуки. Она делится на гармонию (науку об интервалах и мелодических композициях) и ритмику (о временном соотношении звуков). Ибн Сина критикует пифагорейскую идею о зависимости музыки от движения небесных тел. Он впервые изучает музыку, используя различные научные дисциплины: физику, математику, психологию, социологию, этику и эстетику.
В его работах можно выделить несколько положений, которые оказали непосредственное влияние на развитие таких европейских наук, как теория музыки и музыкальная эстетика:
1. Он полагал, что музыка оказывает сильное эмоциональное воздействие на человека. «Отметим, что движение (мелодии) в сторону высоких звуков порождает чувство гнева, напряженности, а в сторону низких звуков — ощущение мягкости, покорности, оправдания. Мелодии, которые основаны на непрерывно нисходящих движениях с повторяющимися восхождениями, порождают в душе образ мудрости, пророчества»[3]. Гармоничная композиция может поднять человека, возвысить его, а композиция, лишенная гармонии, наоборот, приводит человека в состояние душевного упадка. Она формирует нравственный облик человека. Ибн Сина понимал музыку как лекарство от человеческих пороков, что свидетельствует о неразрывности эстетического и этического начал в его философии.
2. Дает подробную типологию музыкальных инструментов и их описание.
3. Изменил представления об интервале. По мнению Ибн Сины, интервал — это соединение двух звуков, следующих друг за другом в композиции. При правильном соединении этих звуков мелодия может обогатиться. Здесь можно наблюдать попытку осмысления художественной функции интервала.
4. Возродил мысль теоретиков александрийской школы (Дидим) о консонантности терции. В это время в Европе терция была запрещена для использования в композициях, так как считалась диссонансом.

Ибн Сина являлся не только передатчиков античных знаний в средневековую Европу, но и полноценным философом и ученым, благодаря которому было обеспечено дальнейшее развитие музыкальной эстетики в европейской науке.